# Havârna
Havârna je  obec v župě Botoșani v Rumunsku. Žije zde přibližně 4 200 obyvatel. Součástí obce je i pět okolních vesnic.

## Části obce
- Havârna – 2 633 obyvatel
- Balinți – 317 obyvatel
- Galbeni – 77 obyvatel
- Gârbeni – 358 obyvatel
- Niculcea – 44 obyvatel
- Tătărășeni – 764 obyvatel